# シェルビー (ノースカロライナ州)
シェルビー（英: Shelby）は、アメリカ合衆国ノースカロライナ州の都市。クリーブランド郡の郡庁所在地である。人口は2万1918人（2020年）。シャーロット広域都市圏の西の端にある。

## 歴史
シェルビー市は。軍人であり、ケンタッキー州知事を2期務めたアイザック・シェルビーにちなんで名付けられた。
シェルビー市内のアメリカ合衆国国家歴史登録財としては、銀行家の家、クリーブランド郡庁舎、イーストマリオン・ベルベディア公園歴史地区、ジェイムズ・ヘイワード・ハル邸、フリーメイソン寺院建築、ビクター・マクブレイアー博士邸、ジョージ・スパーリング邸と離れ家、ジョセフ・サトル邸、ウェブリー（邸宅）、ウェストウォーレン通り歴史地区がある。
2015年6月、サウスカロライナ州チャールストンで起きた教会銃乱射事件で、容疑者のダイラン・ルーフが逮捕された場所として、シェルビーは国際的な注目を集めた。

## 地理
シェルビーはクリーブランド郡の南中部に位置しており、座標は北緯35度17分18秒 西経81度32分16秒 / 北緯35.28833度 西経81.53778度 (35.288272, -81.537787)である。アメリカ国道74号線は4車線の高規格道路であり、市内中心部の南を抜け、東は34kmでガストニアに、西は43kmでラザフォードトンに通じている。
アメリカ合衆国国勢調査局に拠れば、市域全面積は21.1平方マイル (54.7 km2)であり、このうち陸地21.1平方マイル (54.6 km2)、水域は0.04平方マイル (0.1 km2)で水域率は0.17%である。。

## 人口動態
以下は2000年国勢調査による人口統計データである。
| 基礎データ - 人口: 19,477 人 - 世帯数: 7,927 世帯 - 家族数: 5,144 家族 - 人口密度: 414.6人/km2（1,073.8 人/mi2） - 住居数: 8,853 軒 - 住居密度: 188.4軒/km2（488.1 軒/mi2） 人種別人口構成 - 白人: 56.88% - アフリカン・アメリカン: 40.97% - ネイティブ・アメリカン: 0.09% - アジア人: 0.56% - 太平洋諸島系: 0.02% - その他の人種: 0.72% - 混血: 0.76% - ヒスパニック・ラテン系: 1.56% 年齢別人口構成 - 18歳未満: 25.0% - 18-24歳: 7.6% - 25-44歳: 25.8% - 45-64歳: 21.8% - 65歳以上: 19.7% - 年齢の中央値: 39歳 - 性比（女性100人あたり男性の人口） - 総人口: 83.2 - 18歳以上: 75.8 | 世帯と家族（対世帯数） - 18歳未満の子供がいる: 27.7% - 結婚・同居している夫婦: 41.3% - 未婚・離婚・死別女性が世帯主: 20.0% - 非家族世帯: 35.1% - 単身世帯: 31.6% - 65歳以上の老人1人暮らし: 15.1% - 平均構成人数 - 世帯: 2.37人 - 家族: 2.97人 収入と家計 - 収入の中央値 - 世帯: 29,345米ドル - 家族: 38,603米ドル - 性別 - 男性: 30,038米ドル - 女性: 21,362米ドル - 人口1人あたり収入: 18,708米ドル - 貧困線以下 - 対人口: 17.8% - 対家族数: 14.3% - 18歳未満: 26.7% - 65歳以上: 13.7% |

## 年中行事

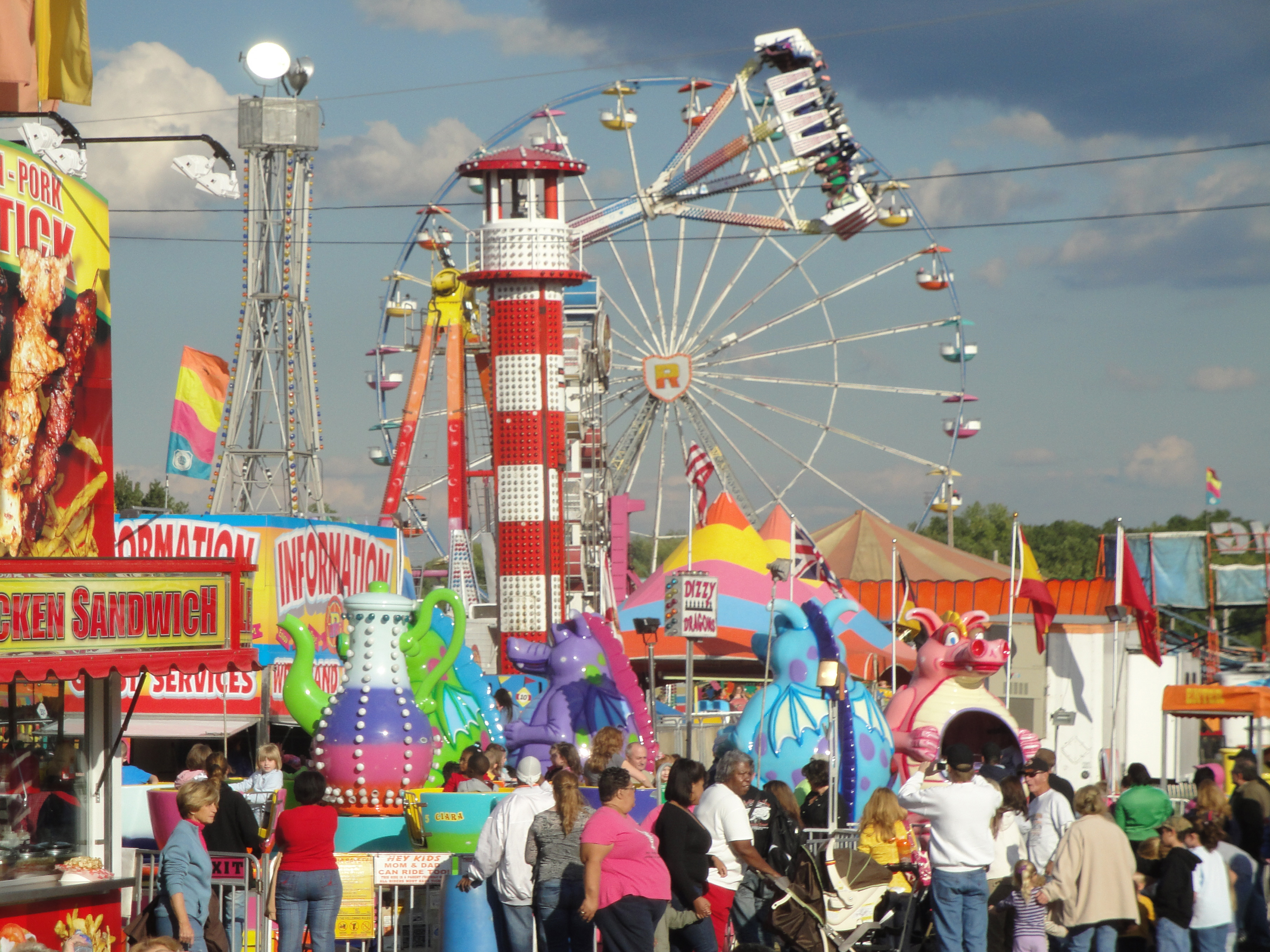
クリーブランド郡祭、2010年撮影

- クリーブランド郡祭[10] - 1924年から続いているこの祭は、ノースカロライナ州でも最大の農業祭となり、毎年の伝統ある活動となった。毎年165,000人以上の観衆が訪れている。この催事広場ではこの郡祭以外にも、年間を通じて様々な行事が開催されている。
- リバーマッシュ・エクスポ -  1987年から特徴ある美味を祝う祭になった。その1987年に、クリーブランド郡郡政委員会とシェルビー市政委員会が「リバーマッシュは最も美味しく、元も経済的で最も融通が利く肉である」という決議を通した。
- アライブ・アフターファイブ・屋外コンサート - コート広場で行われる音楽ライブ、アップタウン・シェルビー協会とそのコミュニティ協力者が開催する。食事と飲料の屋台が出され、アップタウンのレストランが遅い時間に開店して夕食を提供する
- アメリカン・リージョン・ワールドシリーズ - 2011年から2019年、シェルビーはアメリカン・リージョン・ワールドシリーズを開催することになっており、恒久的な開催地になることを目指している。アメリカン・リージョンの全国事務所はあらゆる問題を排除し、シェルビーとの5年間契約をさらに2期伸ばすことに合意しており、キーター・スタジアムとシェルビー高校を2029年までの会場とすることになった[11]。この行事の主催を続けるために、シェルビー高校のホイト・S・キーター・スタジアムは大掛かりな改修をおこない、観客席を5,500席まで拡大する工事を行っている。
- フットヒルのメリーゴーラウンド祭 - 毎年4月の最終週末にシェルビー市立公園で開催されている。1998年から始まり、遊園地の乗り物、ライブ演奏、花火がある[12]
- シェルビー・ハムフェスト - シェルビー・ラジオクラブが後援している。毎年、クリーブランド郡催事広場で開催されている[13]。

## 呼び物
シェルビー・アップタウンのドン・ギブソン劇場は、シェルビー生まれのカントリー・ミュージシャン、ドン・ギブソンにちなんで名付けられた。元の映画館を使っており、ライブ音楽の演奏会場に転換された。
シェルビー市公園とレクリエーション部は60年以上にわたって市民に娯楽を提供してきた。市立公園は150エーカー (0.6 km2) の広さがあり、美しく整備された野球場、遊技場、ピクニック場、水遊び場、9ホールのゴルフコース、舗装された歩道、蹄鉄投げ場、庭園がある。1,500席の観客席とステージのある体育館を備えたコミュニティセンターもある。さらに、歴史あるハーチェル・スピルマン回転木馬、ギフトショップ、改修された周回式小型列車もある。毎年80万人以上が訪れている。
アール・スクラッグス・センター、アメリカ南部の音楽と物語を提供する博物館、2014年1月11日にオープン。ハイテクのこの博物館では、バンジョーの革新家で伝説的な存在であるアール・スクラッグスを顕彰している。

## 大衆文化の中で
ティモシー・タイソンの著作『Blood Done Sign My Name』の映画版はシェルビーで撮影された。またスーザン・コリンズの著作『ハンガー・ゲーム』の映画版『ハンガー・ゲーム (映画)』の収穫シーンもシェルビーで撮影された。
ケーブルテレビHBOのコメディショー、『Eastbound & Down』の架空の都市シェルビーが舞台である。ウィルミントンで撮影され、実際の市には地理も文化もほとんど似ていない。俳優で作家のダニー・マクブライドは市の大きさ、姿勢、名称からヒントを得てこの場所を選んだ。
ABCファミリーのテレビ番組『Make It or Break It』の第10話では、シェルビーがローレン・タナーの母の居る場所として言及される。
トラベル・チャンネルで放送された料理番組『Bizarre Foods with Andrew Zimmern』の第41話では、ホストがシェルビーで毎年開催されているリバーマッシュ・エクスポに行く。
2007年11月11日、オキシジョン・ネットワークの『Captured』は、1966年にシェルビーで起きたブレンダ・スー・ブラウン殺人事件のミステリーを追った。

## 著名な出身者
- マニー・フェルナンデス、プロレスラー、ニックネームは "レイジング・ブル"、元はNFLの選手
- デビッド・フレアー、プロレスラー
- アルヴィン・ジェントリー、NBAバスケットボールのコーチ、ニューオーリンズ・ペリカンズ
- ノリス・ホッパー、メジャーリーグベースボール選手、シンシナティ・レッズ
- フロイド・パターソン、プロボクサー、世界ヘビー級チャンピオン
- アイザック・シェルビー、軍人、ケンタッキー州知事
- デイヴィッド・トンプソン、NBAバスケットボール選手、バスケットボール殿堂入り
- エディ・ドッドソン、紳士強盗などと呼ばれた有名な銀行強盗[21]